# Литвин Володимир Михайлович
Володи́мир Миха́йлович Литви́н (нар. 28 квітня 1956, с. Слобода-Романівська Новоград-Волинського району Житомирської області) — український політик (на думку деяких[уточнити] діячів проросійський), голова Адміністрації Президента (1999—2002), голова Верховної Ради у 2002 — 2006 роках та з 9 грудня 2008 року до 6 грудня 2012, доктор історичних наук, професор, дійсний член Національної академії наук. Кандидат на посаду президента України 2010.
Голова Народної партії (з 2004). Герой України (2004).
Учасник подій навколо Помаранчевої революції (2004). Скандально відомий через звинувачення у причетності до справи Гонгадзе та «касетного скандалу», участь у ратифікації Харківських угод з Російською Федерацією (2010), прийнятті Закону про засади державної мовної політики (2012), «диктаторських законів» (2014). Декілька разів був об'єктом звинувачень у науковому та публіцистичному плагіаті. Входить до складу наукової ради «Українського історичного журналу».
Восени 2016 закликав відновити відносини з Росією і забути про Євросоюз.

## Життєпис

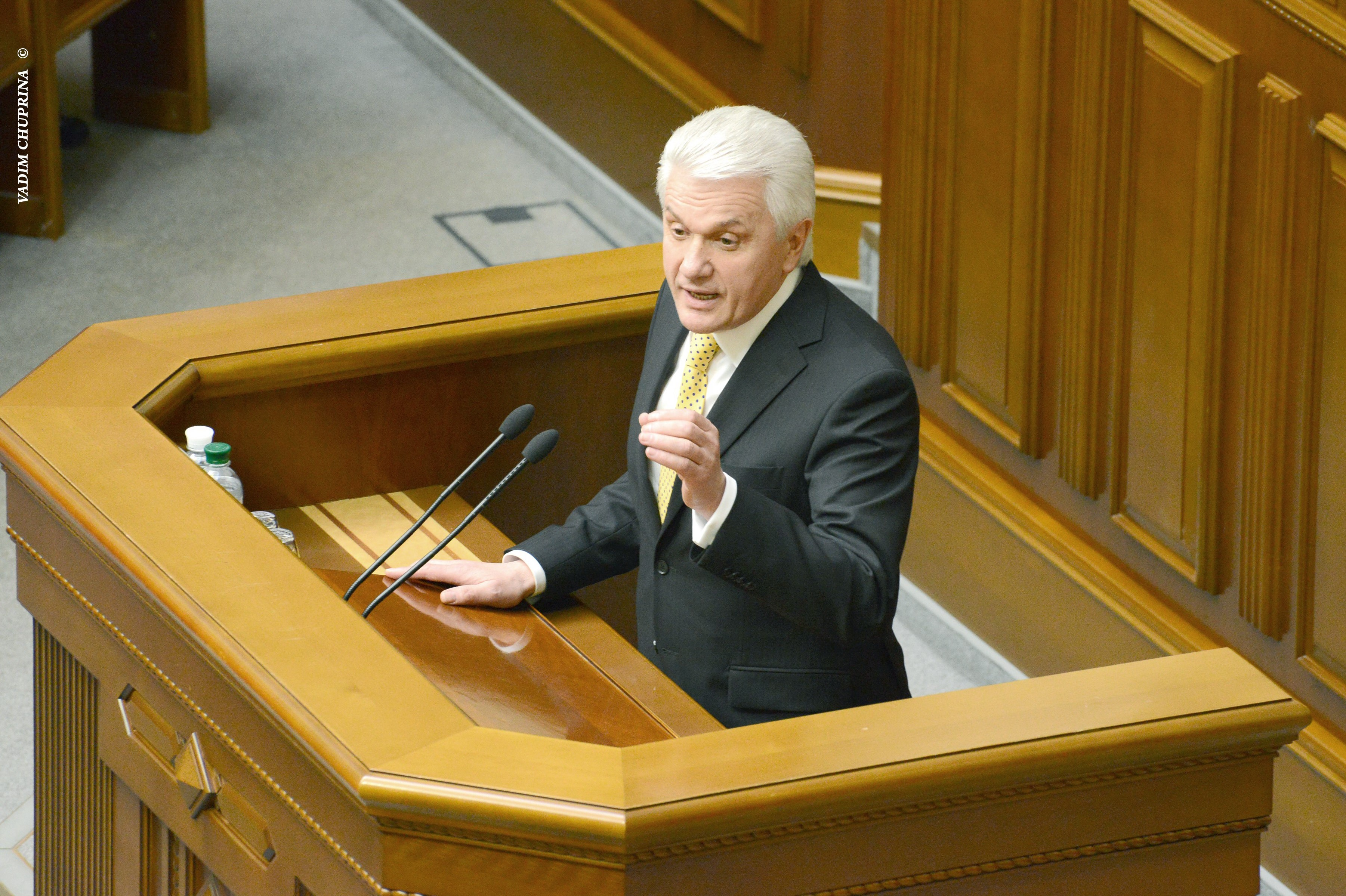
Під час виступу у Верховній Раді України

Народився 28 квітня 1956 року в селі Слобода-Романівська Новоград-Волинського району Житомирської області в селянській родині. Батько — Михайло Климович (1930 р.н.), мати — Ольга Андріївна (1929 р.н.). Працювали в колгоспі, виховували трьох дітей. Володимир — найстарший із братів. Микола (майбутній генерал-полковник армії) на п'ять років менший. Петро — наймолодший (майбутній генерал-лейтенант, 1967 р.н.).
У 1973 р. вступив на історичний факультет Київського університету. Після закінчення навчання у 1978 був аспірантом, а пізніше викладачем.
1978—1986 рр. — методист навчального відділу ректорату, помічник ректора, старший викладач історичного факультету у Київському університеті ім. Шевченка.
У 1984 р. захистив кандидатську дисертацію на тему «Діяльність Комуністичної партії України з вдосконалення підготовки викладачів суспільних дисциплін (1966—1975 рр.)».
У 1986—1989 роках — начальник Управління Міністерства вищої і середньої спеціальної освіти УРСР.
З січня 1989 по вересень 1991 року — відповідальний працівник ЦК Компартії України: лектор, консультант, помічник секретаря ЦК Компартії України.
Від вересня 1991 до липня 1994 року — доцент і докторант історичного факультету Київського державного університету імені Тараса Шевченка. У 1991–1994 рр. працював двірником, а також сторожем разом з Адамом Мартинюком.
З липня 1994 по квітень 2002 року працював в Адміністрації Президента України — помічником Президента України, заступником глави Адміністрації Президента України, першим помічником Президента України З серпня 1994 року за пропозицією Олександра Разумкова Литвин став помічником Президента Леоніда Кучми з питань внутрішньої політики..
З листопада 1999 року  по 2002 рік — глава Адміністрації Президента України. Перебуваючи на цій посаді очолював наглядову раду Президентського оркестру.
У 1995 захистив дисертацію на ступінь доктора історичних наук за власною книгою під назвою «Політична арена України: дійові особи та виконавці (Суспільно-політичний розвиток України у другій половині 90-х років)». З 1997 року — член-кореспондент Національної академії наук України. З 2003 року — дійсний член НАН України.
Почесний доктор Харківського національного університету внутрішніх справ (2009).
У 2002—2006 роках — народний депутат України, Голова Верховної Ради України.
З травня 2006 по травень 2009 року — віце-президент Національної академії наук України. З вересня 2006 року — завідувач кафедри Київського національного університету імені Тараса Шевченка.
У вересні 2007 року обраний народним депутатом України, а в грудні 2008 року — Головою Верховної Ради України.
З 2012 по 2014 рр. — народний депутат України VII скликання. Голова Комітету з питань національної безпеки і оборони.
У 2014—2019 роках був народним депутатом України 8-го скликання, членом Комітету Верховної Ради України з питань науки і освіти.
Кандидат у народні депутати на парламентських виборах 2019 року (виборчий округ № 65, м. Новоград-Волинський, Баранівський, Ємільчинський, Новоград-Волинський, Пулинський райони). Програв кандидату від партії «Слуга народу» Дмитру Костюку.
Навесні 2021 року Литвин вирішив балотуватися в ректори Київського національного університету імені Тараса Шевченка, що викликало обурення у політиків, громадських активістів та самих студентів. 17 березня Литвин не зміг пройти у другий тур виборів ректора. Посів лише четверте місце з 165 голосами (3,99% від загальної кількості тих, хто голосував).

## Політична діяльність

### Глава Адміністрації Президента
З листопада 1995 р. — заступник глави Адміністрації Президента, з вересня 1996 р. — перший помічник Президента України, з листопада 1999 року до квітня 2002 року — очолював Адміністрацію Президента України.
У 2002 році обраний народним депутатом за списком блоку «За єдину Україну!» (№ 1 у виборчому списку), 28 травня 2002 року обраний головою Верховної Ради України.
У цей час очолював ТСК з питань моніторингу реалізації законодавства про вибори Президента України (2004).

Відіграв важливу роль під час Помаранчевої революції. З цього приводу президент Польщі Александр Квасневський сказав: 
|  | …Принципова позиція українського парламенту і особисто Володимира Литвина допомогла конфліктуючим сторонам «конституційно вийти з кризи.» |

У червні 2004 року став лідером Народної партії. Згодом, за ініціативою Литвина, НАПУ отримала назву Народна партія. На виборах 2006 року «народники» здобули трохи більше 2 % голосів і до парламенту не потрапили.

### Повернення Литвина у велику політику

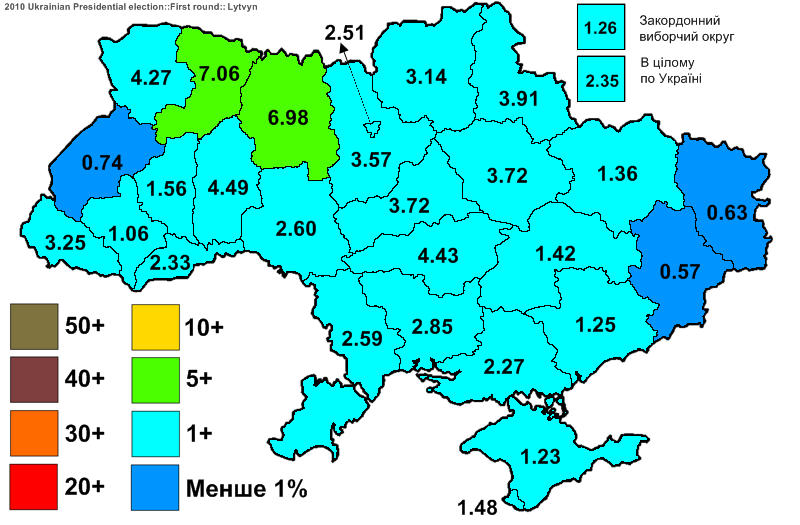
Підтримка Володимира Литвина на виборах Президента України 2010

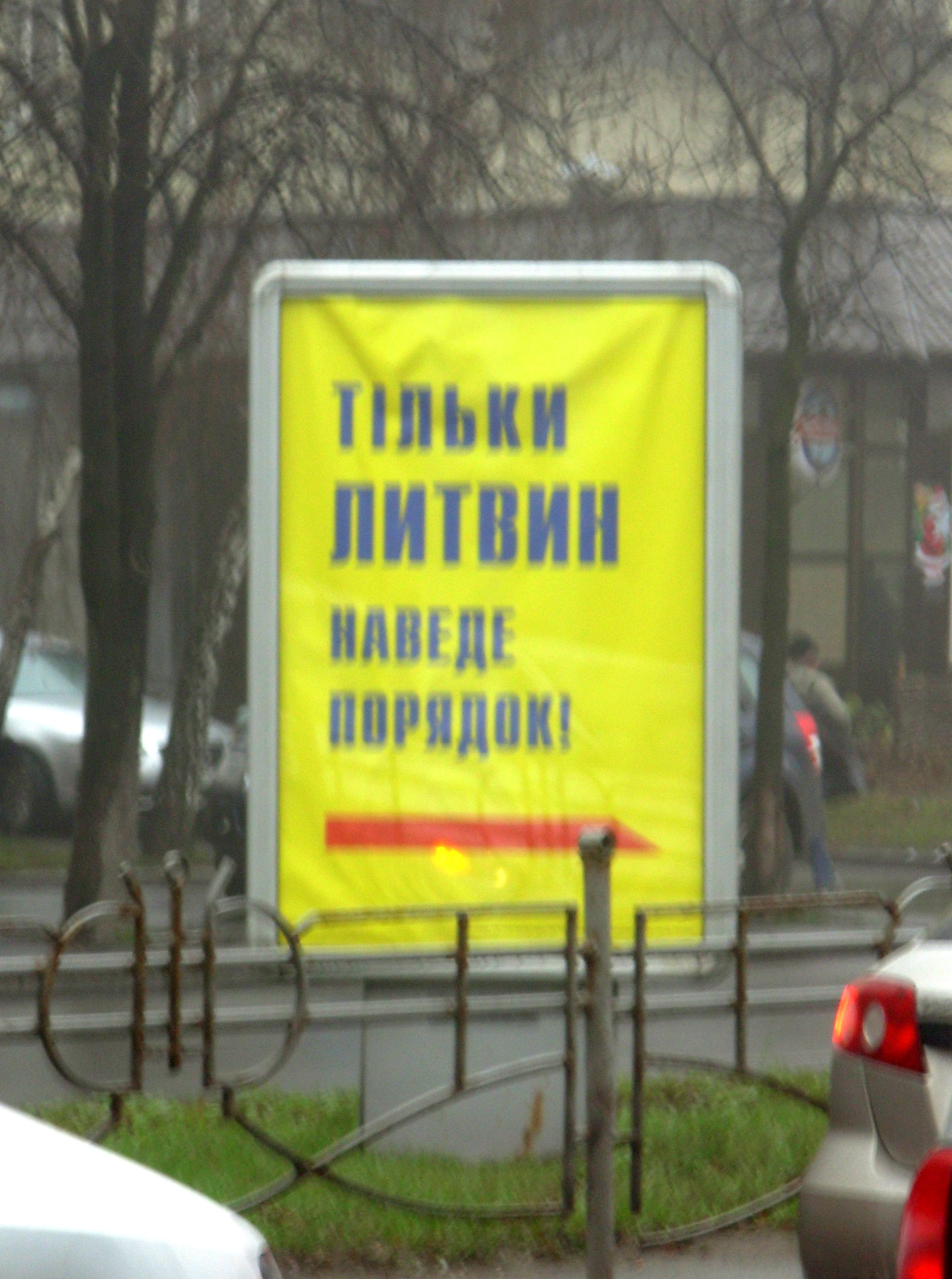
Реклама Володимира Литвина під час виборів Президента України, Київ, 2009

Після поразки на виборах 2006, Литвин, як він сам сказав, повертається до наукової діяльності, пише книжки. У той же час, внаслідок політичної кризи в Україні 2007, він частіше з'являється у ЗМІ, а передвиборчу кампанію проводить під гаслом «Країні потрібен Литвин!». Барви кампанії змінюються з зелено-миротворчих до агресивно-їдко-жовтих. Блок Литвина долає виборчу планку.
9 грудня 2008 року обраний Головою Верховної Ради VI скликання. За таке рішення проголосували 244 народні депутати з 422 зареєстрованих у залі.
У першому турі президентських виборів 17 січня 2010 Володимир Литвин здобув 2,35 % голосів. Найбільшу підтримку Литвин здобув у Рівненській області (7,1 %) i Житомирській області (7,0 %).
27 квітня 2010 року (як і решта «Блоку Литвина») голосував за ратифікацію Харківських угод.
4 липня 2012 року подав у відставку після прийняття Верховною Радою контроверсійного закону «Про засади державної мовної політики», хоча парламентська фракція очолюваної ним «Народної партії» підтримала закон майже в повному складі. Однак вже 31 липня підписав мовний законопроєкт посилаючись на «безвихідь».
На виборах до Верховної Ради 2012 року обраний народним депутатом від округу № 65. Голова Комітету Верховної ради з питань національної безпеки і оборони. 16 січня 2014 року проголосував за закони про диктатуру, але згодом просив вважати свій голос недійсним, підтримав Постанову про засудження застосування насильства, що призвело до загибелі мирних громадян України, та підтримав Постанову про самоусунення Президента України від виконання конституційних повноважень.
З 27 листопада 2014 року — народний депутат України 8-го скликання.

### Заява щодо відносин з Євросоюзом і Росією
У вересні 2016 року ЗМІ опублікували «думки вслух» В. Литвина. Зокрема, він вважає, що «від відносин з Євросоюзом ми нічого не отримуємо, а від того, що розірвали їх [стосунки] з Росією, багато чого втрачаємо.» Також: «Я думаю, тут спрацьовує таке питомо українське: сподобатися тим, хто багатший, більш цивілізованим країнам.»
20 жовтня 2017 року Володимир Литвин повідомив з трибуни Верховної Ради України про своє рішення вийти зі складу депутатської групи «Воля народу».

## Скандали

### Звинувачення у плагіаті
19 січня 2002 р. Володимир Литвин опублікував у газеті «Факты и комментарии» статтю «Громадянське суспільство. Подумаємо ще раз». За кілька днів журналісти встановили, що ця стаття є фактично дослівним перекладом роботи «Civil Society» американського політолога Томаса Каротерса, написаної ще 1999 р. для журналу «Foreign Policy».
Вже 1 лютого Литвин визнав, що статтю писав не сам. Звинувачення у плагіаті відкинув. Натомість сказав, що опублікував реферат статті американця. Втім, журналісти Української правди відмітили, що посилань на оригінал статті, істотних скорочень, притаманних реферату, в статті Литвина порівняно зі статтею Каротерса не виявлено. Пізніше Литвин заявив, що Каротерс не має до нього претензій, але Каротерс спростував цю заяву.
Сам Литвин згодом згадував про цей інцидент так, що будучи лідером блоку «За єдину Україну!» «Штаб рекомендував мені людей, які підготували від мого імені публікацію. Я її подивився, підправив. Вона вийшла. Через кілька днів у іншому виданні з'явилася стаття, в якій мене звинуватили в плагіаті. Я намагався захищатися, говорив, що це загальноприйнята практика у передвиборчій кампанії. Переконував: невже я через двох сторінок тексту свідомо пішов би на те, щоб в період передвиборчої кампанії „передирати“ публікацію? Якби я хотів привласнити чужу роботу, я б її змінив до невпізнання. Проте мені досі про це нагадують. Це був досить потужний удар по мені, по моїй репутації вченого».
2006 р. за авторства Володимира Литвина вийшла тритомна «Історія України». Майже половина першого тому, 432 сторінки, повторювала зміст наукових робіт українських істориків Наталі Яковенко й Олексія Толочка.
За даними газети «2000» 2008 р. на форумі «Європа — Україна» Литвин виступив з промовою, деякі частини якої майже дослівно збігалися з текстом інтерв'ю «Новый кризис опаснее чумы и мировой войны» російського професора Сергія Капіци (опубліковане 12 лютого 2008 р. у виданні «Известия»). При цьому, жодного разу про росіянина український політик не згадав.

### Звинувачення у причетності до справи Георгія Ґонґадзе
17 січня 2006 Деснянський районний суд Києва задовольнив позов голови Верховної Ради Володимира Литвина до колишнього майора президентської охорони Миколи Мельниченка про захист честі і гідності. Суд зобов'язав Мельниченка у 15-денний термін на прес-конференції спростувати поширену ним інформацію і вибачиться перед Литвином за завдану моральну шкоду. У 2011 році Володимир Литвин знову звернувся до суду із проханням зобов'язати М.Мельниченка спростувати на прес-конференції для засобів масової інформації поширену ним неправдиву інформацію про його, начебто, причетність до справи Георгія Гонгадзе, а також публічно вибачитися за завданий моральний збиток. Володимир Литвин є однією з осіб, яку підозрюють у причетності до справи Георгія Ґонґадзе. Закиди щодо цього неодноразово лунали від колишнього майора президентської охорони Миколи Мельниченка, генерала МВС Олексія Пукача, колишнього депутата Олександра Мороза та інших.

### Закон «Про засади державної мовної політики»
3 липня 2012 року у Верховній Раді з порушеннями прийняли Закон «Про засади державної мовної політики» у другому читанні. Литвин як спікер парламенту після голосування пообіцяв, що не підписуватиме документ. Однак 31 липня він порушив свою обіцянку і підписав законопроєкт, який згодом набув чинності. Ці події стали причиною різкої критики політика з боку громадськості. Зокрема активісти кампанії «Займіться ділом, а не язиком!», ще у травні попередивши Литвина про можливі наслідки для нього у разі голосування фракції Народної партії та підписання Литвиним як спікером документу, почали проти політика поширення листівок у рамках кампанії «Помста за розкол країни». Під час двох антиагітаційних поїздок 18 червня та 25—26 серпня активістам перешкоджали та на них нападали невідомі, міліція, місцеві чиновники, молодики, що належать до організацій, пов'язаних з Володимиром Литвиним. Найвідомішим став напад брата Петра Литвина на ринку у Новоград-Волинському, після якого Володимир Литвин заявив, що ще більше «заповажав» свого брата.

## Родина та особисте життя
Батько: Михайло Климович Литвин.
Мати: Ольга Андріївна Литвин.
Дружина: Тетяна Костянтинівна (до шлюбу Панікарська, 1960 р.н.).
Син: Іван Литвин (1989 р.н.) — кандидат в народні депутати в 66 виборчому окрузі.. Одружений з Тетяною Тереховою, донькою Андрія Деркача, давнього знайомого Володимира Литвина.
Донька: Олена (1982 р.н.) — володіє Будинком розкоші «Вілла Гросс».
Брати:
- Микола Литвин, колишній голова Державної прикордонної служби України, генерал армії України;
- Петро Литвин, командир 8 армійського корпусу.

## Праці
Автор понад 430 наукових праць і книжок, зокрема —
- «Політична арена України: особи та виконавці» (1994 р.),
- «Украина: политика, политики, власть» (1997 р.),
- «Україна на межі тисячоліть (1991—2000)» (2000 р.),
- «Україна: досвід та проблеми державотворення (90-ті роки XX ст.)» (2001 р.),
- «Україна: хроніка поступу (1991—2001)» (2001 р.),
- «Вимір історією» (2002 р.),
- «Тисяча років сусідства і взаємодії» (2002 р.).

## Нагороди
- Командорський хрест із зіркою ордена святого Григорія Великого (Ватикан, 11 грудня 2001)[46][47]
- Звання Герой України з врученням ордена Держави (9 грудня 2004 року) — за визначні особисті заслуги перед Україною у розвитку державного будівництва, реформуванні політичної системи, утвердження ідеалів громадянської єдності та злагоди в суспільстві[48]
- Орден князя Ярослава Мудрого V ст. (28 квітня 2011) — за видатні особисті заслуги в галузі державного будівництва, багаторічну плідну законотворчу та громадсько-політичну діяльність[49]
- Заслужений діяч науки і техніки України (26 листопада 1998 року) — за вагомий особистий внесок у розвиток наукових досліджень, зміцнення науково-технічного потенціалу України та з нагоди 80-річчя Національної академії наук України[50]
- Лауреат Державної премії України в галузі науки і техніки (1 грудня 1999 року) — за серію монографій «Українська фалеристика та боністика»[51]
- Почесний доктор Львівської політехніки (2002)[52].
- Орден Дружби (Російська Федерація, 2011) — за значний внесок у розвиток та укріплення відносин дружби та співробітництва між Російською Федерацією та Україною[53]
- Почесний краєзнавець України (2016)[джерело?]

## Закордонні візити
- 2003, 26–29 травня — візит до Японії як голови Верховної Ради України.
- 2011, березень — візит до Японії як голови Верховної Ради України.

## У культурі
Володимир Литвин став прототипом персонажу Пана Листвина в українському мультсеріалі Казкова Русь.